# Hendrik Van Crombrugge
Pour les articles homonymes, voir Van Crombrugge.
Hendrik Van Crombrugge, né le 30 avril 1993 à Louvain en Belgique, est un footballeur international belge qui occupe le poste de gardien de but au KRC Genk.

## Biographie

### En club

#### Saint-Trond VV (2011-2013)
Le 9 septembre 2011, Hendrik Van Crombrugge fait ses débuts en Division 1. Les blessures de Mark Volders et Bram Castro l'ont amené à être titulaire lors du match à domicile contre le KRC Genk. En partie à cause d'une blessure, le jeune homme n'a pu jouer d'autres matchs. Au cours de l'été 2013, après la relégation du club vers la Division 2 et les difficultés financières, le contrat a été résilié d'un commun accord. 

#### KAS Eupen (2013-2019)
Au cours de la saison suivante, il dispute une dizaine de matchs, dont quelques matchs de coupe.

#### RSC Anderlecht (2019-2023)
Le 1er août 2019 il rejoint le RSC Anderlecht en provenance du KAS Eupen pour un transfert s'estimant à 2,5 millions d'euros. Il effectua ses débuts 4 août 2019 face au Royal Excel Mouscron, le score final du match étant 0-0. Il est depuis devenu l'actuel capitaine du RSC Anderlecht.

#### KRC Genk (depuis 2023)
En juillet 2023, Van Crombrugge rejoint le KRC Genk où il signe un contrat de trois saisons plus une en option.

### En sélections nationales
Le 8 octobre 2020, il joue son premier match avec la Belgique en montant à la 77e minute pour remplacer Simon Mignolet. Il encaisse l'unique but ivoirien de la partie converti par Franck Kessié sur penalty à la 87e minute. Les deux équipes se quitteront sur un score de parité (1-1).

## Statistiques

### En club
| Saison                | Club                  | Championnat           | Championnat | Championnat | Coupe(s) nationale(s) | Coupe(s) nationale(s) | Supercoupe | Supercoupe | Compétition(s) continentale(s) | Compétition(s) continentale(s) | Compétition(s) continentale(s) | Autres compétitions | Autres compétitions | Autres compétitions | Total | Total |
| Saison                | Club                  | Division              | M.          | B.          | M.                    | B.                    | M.         | B.         | Comp.                          | M.                             | B.                             | Comp.               | M.                  | B.                  | M.    | B.    |
| 2011-2012             | Saint-Trond VV        | Division 1            | 1           | 0           | 0                     | 0                     | -          | -          | -                              | -                              | -                              | PO3                 | -                   | -                   | 1     | 0     |
| 2012-2013             | Saint-Trond VV        | Division 2            | -           | -           | -                     | -                     | -          | -          | -                              | -                              | -                              | -                   | -                   | -                   | 0     | 0     |
| Sous-total            | Sous-total            | Sous-total            | 1           | 0           | 0                     | 0                     | -          | -          | -                              | -                              | -                              | -                   | -                   | -                   | 1     | 0     |
| 2013-2014             | KAS Eupen             | Division 2            | 5           | 0           | 3                     | 0                     | -          | -          | -                              | -                              | -                              | TF                  | 6                   | 0                   | 14    | 0     |
| 2014-2015             | KAS Eupen             | Division 2            | 34          | 0           | 3                     | 0                     | -          | -          | -                              | -                              | -                              | TF                  | 6                   | 0                   | 43    | 0     |
| 2015-2016             | KAS Eupen             | Division 2            | 19          | 0           | 2                     | 0                     | -          | -          | -                              | -                              | -                              | -                   | -                   | -                   | 21    | 0     |
| 2016-2017             | KAS Eupen             | Division 1A           | 27          | 0           | 0                     | 0                     | -          | -          | -                              | -                              | -                              | PO2                 | 8                   | 0                   | 35    | 0     |
| 2017-2018             | KAS Eupen             | Division 1A           | 29          | 0           | 0                     | 0                     | -          | -          | -                              | -                              | -                              | PO2                 | 4                   | 0                   | 33    | 0     |
| 2018-2019             | KAS Eupen             | Division 1A           | 30          | 0           | 0                     | 0                     | -          | -          | -                              | -                              | -                              | PO2                 | 7                   | 0                   | 37    | 0     |
| 2019-2020             | KAS Eupen             | Division 1A           | 1           | 0           | -                     | -                     | -          | -          | -                              | -                              | -                              | -                   | -                   | -                   | 1     | 0     |
| Sous-total            | Sous-total            | Sous-total            | 145         | 0           | 8                     | 0                     | -          | -          | -                              | -                              | -                              | -                   | 31                  | 0                   | 184   | 0     |
| 2019-2020             | RSC Anderlecht        | Division 1A           | 28          | 0           | 3                     | 0                     | -          | -          | -                              | -                              | -                              | -                   | -                   | -                   | 31    | 0     |
| 2020-2021             | RSC Anderlecht        | Division 1A           | 12          | 0           | -                     | -                     | -          | -          | -                              | -                              | -                              | PO1                 | -                   | -                   | 12    | 0     |
| 2021-2022             | RSC Anderlecht        | Division 1A           | 34          | 0           | 6                     | 0                     | -          | -          | C4                             | 4                              | 0                              | PO1                 | 5                   | 0                   | 49    | 0     |
| 2022-2023             | RSC Anderlecht        | Division 1A           | 17          | 0           | 1                     | 0                     | -          | -          | C4                             | 10                             | 0                              | -                   | -                   | -                   | 28    | 0     |
| Sous-total            | Sous-total            | Sous-total            | 91          | 0           | 11                    | 0                     | -          | -          | -                              | 13                             | 0                              | -                   | 5                   | 0                   | 120   | 0     |
| 2023-2024             | KRC Genk              | Division 1A           | 0           | 0           | 2                     | 0                     | -          | -          | C1+C3+C4                       | 0+0+2                          | 0+0+0                          | PO1+BE              | 0                   | 0                   | 4     | 0     |
| 2024-2025             | KRC Genk              | Division 1A           | 19          | 0           | 0                     | 0                     | -          | -          | -                              | -                              | -                              | PO1                 | 0                   | 0                   | 19    | 0     |
| 2025-2026             | KRC Genk              | Division 1A           | 1           | 0           | -                     | -                     | -          | -          | -                              | -                              | -                              | -                   | -                   | -                   | 1     | 0     |
| Sous-total            | Sous-total            | Sous-total            | 20          | 0           | 2                     | 0                     | -          | -          | -                              | 2                              | 0                              | -                   | 0                   | 0                   | 24    | 0     |
| Total sur la carrière | Total sur la carrière | Total sur la carrière | 257         | 0           | 21                    | 0                     | -          | -          | -                              | 15                             | 0                              | -                   | 36                  | 0                   | 329   | 0     |

### En sélections nationales
| Saison                | Sélection             | Phases finales        | Phases finales | Phases finales | Éliminatoires CDM | Éliminatoires CDM | Éliminatoires EURO | Éliminatoires EURO | Ligue des Nations | Ligue des Nations | Matchs amicaux | Matchs amicaux | Total | Total |
| Saison                | Sélection             | Compétition           | M              | B              | M                 | B                 | M                  | B                  | M                 | B                 | M              | B              | M     | B     |
| --------------------- | --------------------- | --------------------- | -------------- | -------------- | ----------------- | ----------------- | ------------------ | ------------------ | ----------------- | ----------------- | -------------- | -------------- | ----- | ----- |
| 2020-2021             | Belgique              | -                     | -              | -              | -                 | -                 | -                  | -                  | -                 | -                 | 1              | 0              | 1     | 0     |
| Total sur la carrière | Total sur la carrière | Total sur la carrière | -              | -              | -                 | -                 | -                  | -                  | -                 | -                 | 1              | 0              | 1     | 0     |

### Matchs internationaux
| Matchs internationaux de Hendrik Van Crombrugge, | Matchs internationaux de Hendrik Van Crombrugge, | Matchs internationaux de Hendrik Van Crombrugge, | Matchs internationaux de Hendrik Van Crombrugge, | Matchs internationaux de Hendrik Van Crombrugge, | Matchs internationaux de Hendrik Van Crombrugge, | Matchs internationaux de Hendrik Van Crombrugge, | Matchs internationaux de Hendrik Van Crombrugge,                  |
| #                                                | Date                                             | Lieu                                             | Adversaire                                       | Résultat                                         | Compétition                                      | Club                                             | Notes                                                             |
| ------------------------------------------------ | ------------------------------------------------ | ------------------------------------------------ | ------------------------------------------------ | ------------------------------------------------ | ------------------------------------------------ | ------------------------------------------------ | ----------------------------------------------------------------- |
| 1                                                | 8 octobre 2020                                   | Stade Roi Baudouin, Bruxelles, Belgique          | Côte d'Ivoire                                    | N 1 - 1                                          | Match amical                                     | RSC Anderlecht                                   | Entre en jeu à la place de Simon Mignolet à la 77e minute de jeu. |

## Palmarès

### En club
|  |  | KAS Eupen - Championnat de Belgique de deuxième division : - Vice-champion : 2014 et 2016. |  | RSC Anderlecht - Coupe de Belgique : - Finaliste : 2022. |

## Vie privée
Hendrik Van Crombrugge parle pas moins de cinq langues et est père de deux enfants.
Son père, Hans, est docteur en sciences pédagogiques et maître de conférences en pédagogie (sciences de la famille) à la Haute École Odisee à Bruxelles.